# Bitwa na Białej Górze
Bitwa na Białej Górze (cz. bitva na Bílé hoře) – bitwa stoczona 8 listopada 1620 na Białej Górze pod Pragą między siłami czeskich protestantów a wojskami koalicyjnymi katolickich Habsburgów, największa klęska w historii Czech i decydująca bitwa, która zmieniła losy kraju.

## Bitwa

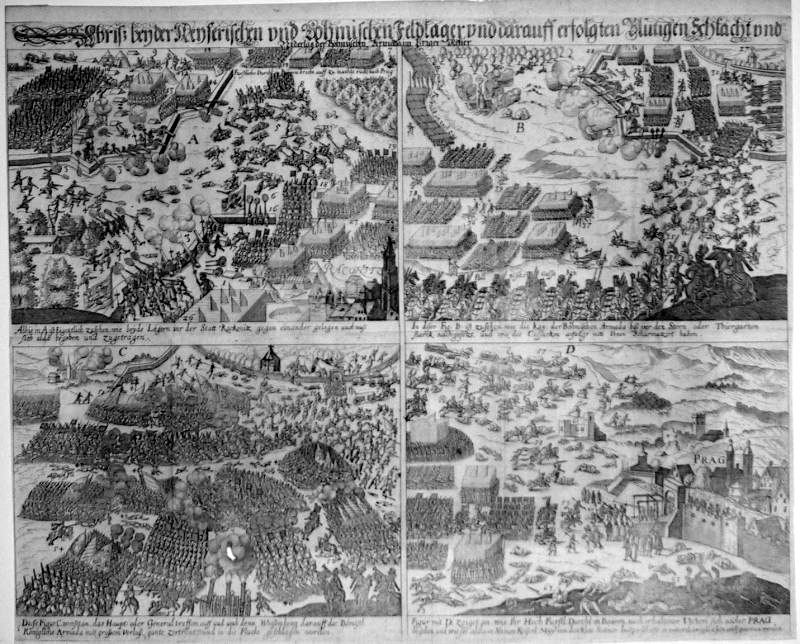
Litografia, przedstawiająca bitwę

### Geneza konfliktu
Pierwotną przyczyną był opór Czechów przeciwko nasilającej się dominacji ekonomicznej, politycznej i kulturowej Niemców (głównie przybyszów z Bawarii i Saksonii) na terenie Czech. Antagonizm podsycały różnice religijne między  zwolennikami husytyzmu, a katolikami. Czesi bronili autonomicznej pozycji, Niemcy umacniali własne interesy w Czechach gwarantujące im polityczną dominację.
Nasilająca się dyskryminacja protestantów spowodowała, że w 1618 reprezentanci czeskiej szlachty udali się na Hradczany, aby złożyć protest u przedstawicieli cesarza Macieja Habsburga. Spotkanie miało burzliwy przebieg: dwóch najbardziej znienawidzonych namiestników cesarskich zostało wyrzuconych przez okno na stertę odpadków. Zdarzenie zwane drugą defenestracją praską zapoczątkowało czeskie powstanie i wojnę trzydziestoletnią. Czescy protestanci utworzyli dyrektoriat z Wacławem Wilhelmem z Roupova na czele. Najważniejszą decyzją była detronizacja króla Ferdynanda. W jego miejsce 26 lipca 1619 na króla Czech wybrano przywódcę niemieckich protestantów księcia elektora Palatynatu Fryderyka V, co było powodem umiędzynarodowienia konfliktu.

### Przygotowania do bitwy
Niderlandy udzieliły Czechom wsparcia w postaci regimentu piechoty oraz utalentowanego wodza Ernesta von Mansfelda. Jednak Czesi nie otrzymali żadnej znaczącej pomocy ze strony protestanckich władców i działali w politycznej izolacji.
Celem Czechów było jak najszybsze opanowanie kraju oraz znalezienie sojuszników na Śląsku i Morawach. Morawianie za radą Karela Żerotina odmówili uczestnictwa w konflikcie, lecz Ślązacy poparli Czechów, przysyłając im dodatkowe zaciągi oraz blokując granicę z Polską, aby nie mogła stamtąd nadejść prawdopodobna prokatolicka interwencja. Powstańcza armia czeska była jednak źle uzbrojona, niezorganizowana i (oprócz von Mansfelda) nie miała uzdolnionych dowódców (którzy ponadto byli skłóceni między sobą). Mimo to, armia czeska (licząca 16 000 żołnierzy), którą dowodzili hrabia Heinrich Matthias Thurn i Georg Friedrich Hohenlohe, już w lipcu 1618 zajęła Český Krumlov.
Tymczasem prohabsburski obóz katolicki rozpoczął kontrnatarcie: z pomocą wojsku cesarskiemu przyszedł korpus francuski pod dowództwem Charles’a de Bucquoi. Armia cesarza (licząca 8000 pieszych i 6000 jazdy), dowodzona przez Henri du Val Dampierre, wkroczyła na Morawy, aby wspomóc tamtejsze miasta, wierne cesarzowi. Klęska znacznie słabszej armii czeskiej zdawała się kwestią czasu.
Z pomocą Czechom nieoczekiwanie przyszedł książę siedmiogrodzki Gábor Bethlen, który ze wsparciem Turcji postanowił wykorzystać okazję i odebrać Habsburgom władzę nad Węgrami. W listopadzie 1618 armia czeska i wojska księcia Bethlena obległy Wiedeń. W marcu następnego roku zmarł cesarz Maciej Habsburg, a cesarstwo przygotowywało się do kapitulacji.
Kolejny nieoczekiwany zwrot nastąpił, gdy zaraza zaczęła szerzyć się w armii czeskiej, a książę Bethlen został zmuszony do odwrotu przez polskich lisowczyków, którzy napadli na Siedmiogród (pierwsza odsiecz wiedeńska).

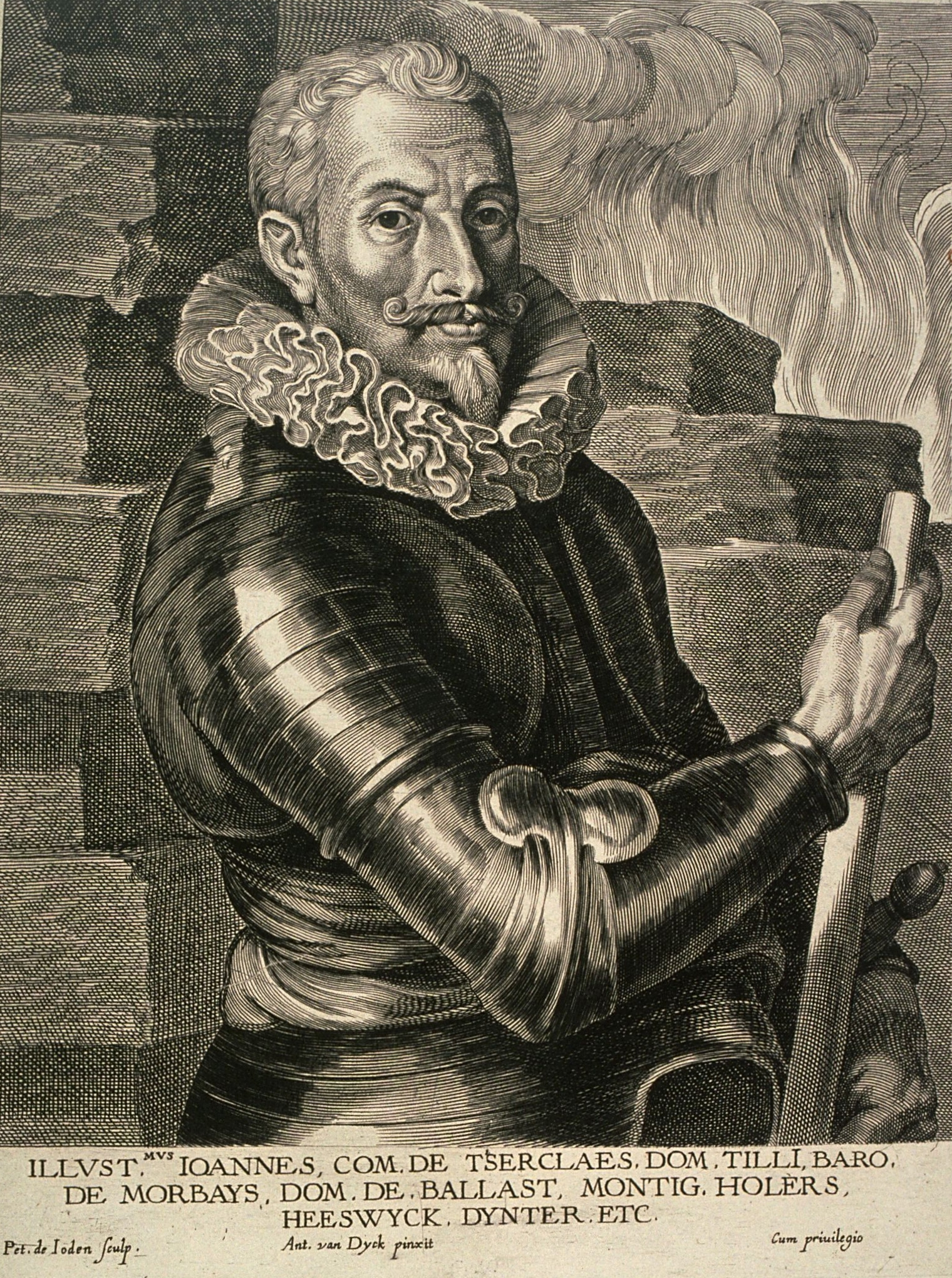
Johan t’Serclaes, książę Tilly

### Przebieg walk
Tryumfujące wojska Ligi Katolickiej, zasilone oddziałami księcia Maksymiliana Bawarskiego pod dowództwem hrabiego Johana von Tilly’ego, oraz hiszpańskimi oddziałami piechoty, prowadzonymi przez markiza Ambrosio Spinola, dotarły pod Pragę. Tu, na wzniesieniu zwanym Białą Górą, 8 listopada 1620 miało miejsce decydujące starcie 28 000 żołnierzy Ligi Katolickiej z 22 000 powstańców czeskich pod dowództwem księcia Christiana z Anhaltu-Bernburga. Od początku siły katolickie miały przewagę, jednak Czesi byli zdecydowani za wszelką cenę bronić stolicy. Dodatkowy cios zadała Czechom zdrada von Mansfelda, który przekupiony przez Habsburgów, nie objął dowództwa.
Pierwszy około godziny ósmej zaatakował de Tilly, usiłując zdobyć czeski szaniec artyleryjski. Jednak nagły kontratak protestantów zmusił go do odwrotu. Główny szturm sił katolickich pod dowództwem de Bucquoi uderzył na prawe skrzydło armii powstańczej, gdzie również znajdował się szaniec artyleryjski. Pod naporem ataku załamała się obrona w tym miejscu i Czesi rozpoczęli bezładny odwrót, który próbował powstrzymać syn księcia Christiana, przybyły z odsieczą. Również on, mimo heroicznego oporu, musiał ulec wrogowi. Decydujące uderzenie zadał pułk Albrechta Wallensteina pod dowództwem de la Mote’a, który przez manewr oskrzydlający odizolował lewe skrzydło armii powstańczej. Nastąpiła chaotyczna ucieczka rozproszonych wojsk protestanckich z lewego skrzydła, które ścigane były m.in. przez polski pułk lisowczyków pod dowództwem Stanisława Rusinowskiego. Reszta sił protestanckich ocalała i zdołała w większości przedostać się do Saksonii. Walki trwały do godziny dziesiątej, po obu stronach zginęło około 2000 żołnierzy. Pragę pośpiesznie opuścił książę Fryderyk, tzw. „zimowy król”.

### Następstwa
Zwycięscy Habsburgowie rozpętali w Czechach terror: na praskim Rynku Staromiejskim ścięto 27 najwybitniejszych przedstawicieli protestanckiej szlachty czeskiej. Następnie trybunał wojskowy skazał na śmierć ponad 600 osób najważniejszych przedstawicieli czeskiej elity społecznej i kulturalnej. Skonfiskowano majątek protestantów (połowę wszystkich posiadłości ziemskich) i przekazano go lojalistom i sojusznikom pochodzenia czeskiego, niemieckiego, a także hiszpańskiego czy włoskiego. To z tych czasów pochodzi niemiecka arystokracja w Czechach np. Trautmannsdorffowie, Schwarzenbergowie, Liechtensteinowie, ale również Piccolomini, Eggenbergowie i in.
Nadeszła rekatolicyzacja: przekazanie kościołów katolikom i przymusowa zmiana wyznania; tysiące protestantów czeskich uciekły na Śląsk i do Polski (Leszno), gdzie tworzyli protestanckie wspólnoty braci czeskich. Na skutek wojny Czechy stały się krajem wyludnionym (liczba mieszkańców zmalała o 3/4) i zrujnowanym ekonomicznie. Habsburgowie zlikwidowali niezależność Królestwa Czech, tworząc z niego własną dziedziczną prowincję.
Skutkiem ich polityki było całkowite zniemczenie szlachty i praktycznie wszystkich wyższych i średnich warstw społecznych; język czeski stał się w XVIII wieku językiem prawie wyłącznie niewykształconych chłopów. Mimo wysiłków Kościoła rzymskokatolickiego i polityki Habsburgów, ani pamięć o Janie Husie, ani świadomość własnej bogatej czeskiej kultury narodowej nie zaginęła i była źródłem odrodzenia narodowego w XIX wieku. Pozostał głęboki antagonizm między Czechami (niechętnymi katolicyzmowi i żądającymi niezależności) i miejscowymi Niemcami (prohabsburskimi lub proniemieckimi katolikami), który zakończył się dopiero w 1945 poprzez pozbawienie ludności niemieckojęzycznej obywatelstwa oraz masowe deportacje („Dekrety Beneša”).